# ساردین پهلوطلایی
ساردین پهلوطلایی ماهی‌ای از خانواده شگماهیان (Clupeidae)، راسته شگ‌ماهی‌سانان است.
در جنوب ایران به این ماهی، عومه، حشینه، مومغ، و گورخ می‌گویند.
وسایل صید آن تورهای گردان و تورهای کیسه‌ای، تورهای کششی ساحلی، ترال سطحی و میان آبی است.
اندازه آن حداکثر ۱۷ سانتی‌نتر است و به‌طور متوسط به ۱۵ سانتیمتر می‌رسد.
گونه‌ای سطح‌زی ساحلی است و به صورت گله‌ای حرکت می‌کنند. گونه‌ای فیتوپلان خوار است. از نظر تشخیص گونه‌ای ممکن است با سایر گونه‌های متعلق به این جنس (بالاخص S. Fimbriata) اشتباه گرفته شود.

## ویژگی‌ها
بدن دوکی شکل و فشرده، دارای زره پولکی است که دارای ۳۲ تا ۳۴ عدد فلس می‌باشد، روی بخش پائینی اولین کمان آبششی دارای ۴۰ تا ۶۸ عدد خار آبششی، بخش عقبی فلسها دارای منافذ کوچک زیادی می‌باشد، خطوط عمودی روی هر فلس در مرکز به هم نمی‌رسند، نوک باله پشتی و حاشیه داخلی باله دمی تیره می‌باشد، رنگ بدن در پشت سبز – آبی، پهلوها نقره‌ای، باله دمی زردکمرنگ و سایر باله‌ها روشن می‌باشد.